# Fannia flavifuscinata
Fannia flavifuscinata är en tvåvingeart som beskrevs av Xue 1997. Fannia flavifuscinata ingår i släktet Fannia och familjen takdansflugor. Inga underarter finns listade i Catalogue of Life.